# 長浜公園
長浜公園（ながはまこうえん）は、横浜市金沢区に位置する横浜市立の都市公園（運動公園）である。公園は、横浜横須賀道路を挟んで北側と南側に分かれており、北側には主に運動施設が、南側には野鳥観察園がある。「長浜公園・野鳥観察園」は、平成5年度国土交通省手づくり郷土賞（自然とふれあう水辺づくり）受賞。

## 主な施設
- 北側
  - 野球場
  - テニスコート
  - 多目的運動広場(サッカー場)
  - 駐車場
  - 中央広場
- 南側
  - 野鳥観察園

## アクセス
- 鉄道：金沢シーサイドライン 幸浦駅 徒歩5分
- 車：横浜横須賀道路 並木インターチェンジ、首都高速湾岸線 幸浦出入口 すぐ

## 近隣施設
- 長浜野口記念公園
- 神奈川県立金沢総合高等学校
- 横浜市立並木中学校
- 神奈川県立循環器呼吸器病センター
- イオン金沢シーサイド店